# Campionat del Canadà de ciclisme en contrarellotge

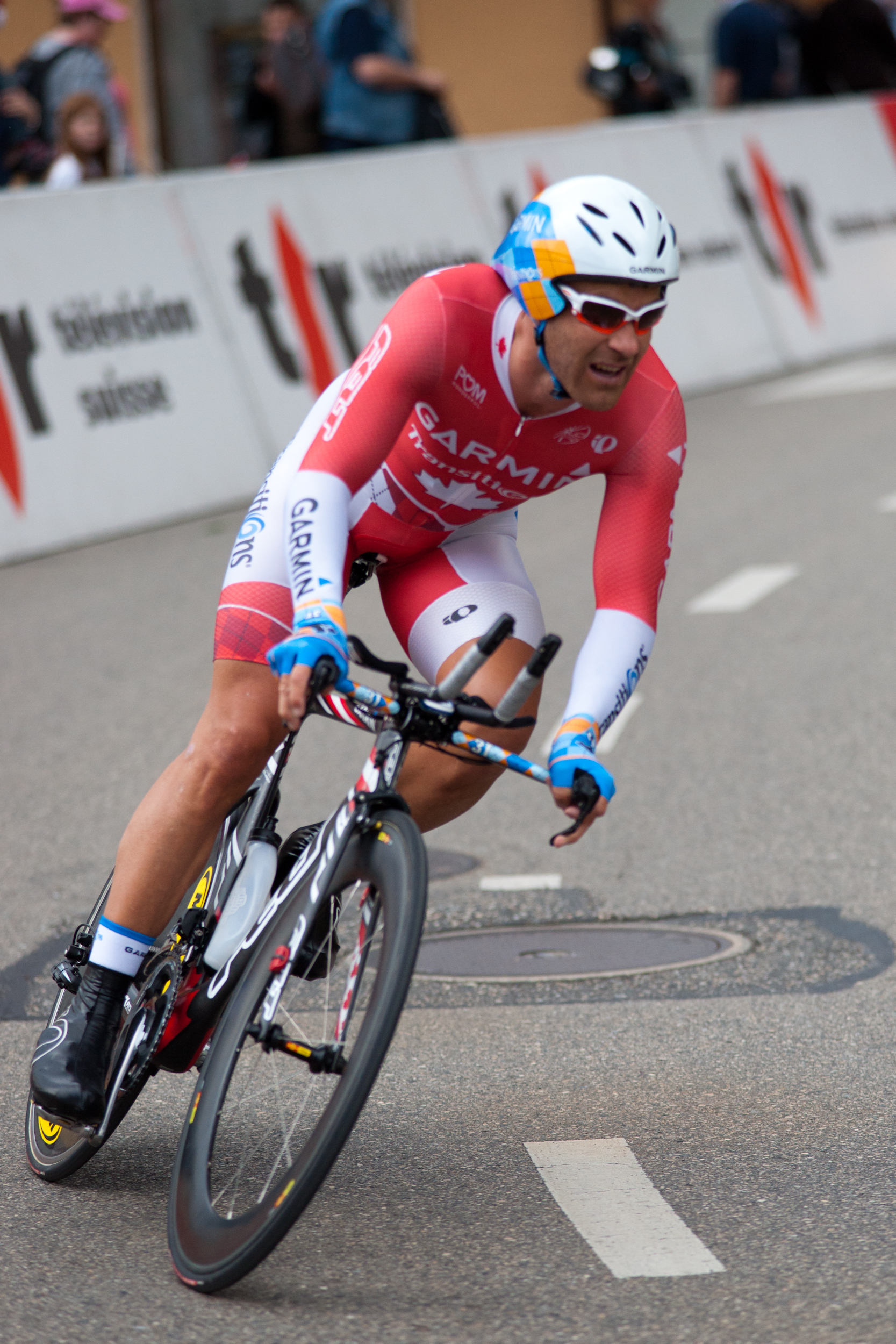
Svein Tuft

El Campionat del Canadà de ciclisme en contrarellotge és una competició ciclista que serveix per a determinar el Campió del Canadà de l'especialitat. La primera edició es disputà el 1966. El títol s'atorga al vencedor d'una única carrera. El vencedor obté el dret a portar un mallot amb els colors de la bandera canadenca fins al Campionat de l'any següent en qualsevol prova en contrarellotge.

## Palmarès masculí
| Any       | Primer          | Segon              | Tercer                |
| 1966      | Andre Cloutier  |                    |                       |
| 1967      | Barry Harvey    |                    |                       |
| 1968      | Barry Harvey    |                    |                       |
| 1969      | Jocelyn Lovell  |                    |                       |
| 1970      | Jocelyn Lovell  |                    |                       |
| 1971      | Jocelyn Lovell  |                    |                       |
| 1972      | Frank Ludtke    |                    |                       |
| 1973      | Jocelyn Lovell  |                    |                       |
| 1974      | Jocelyn Lovell  |                    |                       |
| 1975      | Jocelyn Lovell  |                    |                       |
| 1976      | Jocelyn Lovell  |                    |                       |
| 1977      | Jocelyn Lovell  |                    |                       |
| 1978      | Jocelyn Lovell  |                    |                       |
| 1979      | Gord Singleton  |                    |                       |
| 1980      | Jocelyn Lovell  |                    |                       |
| 1981–1991 | No organitzat   | No organitzat      | No organitzat         |
| 1992      | Curt Harnett    |                    |                       |
| 1993      | Jeff Barnes     |                    |                       |
| 1994      | Peter Wedge     |                    |                       |
| 1995      | Roland Green    |                    |                       |
| 1996      | Eric Wohlberg   |                    |                       |
| 1997      | Eric Wohlberg   | Brian Walton       | Jacques Landry        |
| 1998      | Eric Wohlberg   | Brian Walton       | Jacques Landry        |
| 1999      | Eric Wohlberg   | Brian Walton       | Peter Wedge           |
| 2000      | Eric Wohlberg   | Andrew Randell     | Min Van Velzen        |
| 2001      | Eric Wohlberg   | Svein Tuft         | Roland Green          |
| 2002      | Eric Wohlberg   | Alexandre Cloutier | Svein Tuft            |
| 2003      | Eric Wohlberg   | Svein Tuft         | Jean-François Laroche |
| 2004      | Svein Tuft      | Eric Wohlberg      | Darko Ficko           |
| 2005      | Svein Tuft      | Eric Wohlberg      | Ryder Hesjedal        |
| 2006      | Svein Tuft      | Ryder Hesjedal     | Eric Wohlberg         |
| 2007      | Ryder Hesjedal  | Svein Tuft         | Zachary Bell          |
| 2008      | Svein Tuft      | Ryan Roth          | Zachary Bell          |
| 2009      | Svein Tuft      | Christian Meier    | Zachary Bell          |
| 2010      | Svein Tuft      | Zachary Bell       | Ryan Roth             |
| 2011      | Svein Tuft      | Christian Meier    | David Veilleux        |
| 2012      | Svein Tuft      | Christian Meier    | Aaron Fillion         |
| 2013      | Curtis Dearden  | Christian Meier    | Zachary Bell          |
| 2014      | Svein Tuft      | Hugo Houle         | Ryan Roth             |
| 2015      | Hugo Houle      | Ryan Roth          | Christian Meier       |
| 2016      | Ryan Roth       | Alexander Cataford | Svein Tuft            |
| 2017      | Svein Tuft      | Nigel Ellsay       | Rob Britton           |
| 2018      | Svein Tuft      | Rob Britton        | Alexander Cataford    |
| 2019      | Rob Britton     | Svein Tuft         | Adam Roberge          |
| 2020      | No disputat     | No disputat        | No disputat           |
| 2021      | Hugo Houle      | Alexander Cowan    | Derek Gee             |
| 2022      | Derek Gee       | Matteo Dal-Cin     | Pier-André Côté       |
| 2023      | Derek Gee       | Nickolas Zukowsky  | Matteo Dal-Cin        |
| 2024      | Pier-André Côté | Carson Miles       | Edgar Ouellet         |
| 2025      | Michael Leonard | Derek Gee          | Pier-André Côté       |

### Palmarès sub-23
| Any  | Primer             | Segon              | Tercer             |
| 2003 | Dominique Rollin   | Chris Isaac        | Martin Gilbert     |
| 2004 | Dominique Rollin   | Zachary Bell       | Jeff Sherstobitoff |
| 2005 | Christian Meier    | Ryan Roth          | Bradley Fairall    |
| 2006 | David Veilleux     | Christian Meier    | Ryan Morris        |
| 2007 | David Veilleux     | Christian Meier    | Bradley Fairall    |
| 2008 | David Veilleux     | Bryson Bowers      | Garrett McLeod     |
| 2009 | David Veilleux     | Ryan Anderson      | Cody Campbell      |
| 2010 | Hugo Houle         | Guillaume Boivin   | Jordan Cheyne      |
| 2011 | Hugo Houle         | Rémi Pelletier-Roy | Matteo Dal-Cin     |
| 2012 | Hugo Houle         | David Boily        | Rémi Pelletier-Roy |
| 2013 | Alexander Cataford | Antoine Duchesne   | Matteo Dal-Cin     |
| 2014 | Kris Dahl          | Nigel Elsay        | Peter Disera       |
| 2015 | Alexander Cataford | Adam de Vos        | Émile Jean         |
| 2017 | Adam Roberge       | Nickolas Zukowsky  | Alexander Cowan    |
| 2018 | Adam Roberge       | Nickolas Zukowsky  | Adam Jamieson      |
| 2019 | Adam Roberge       | Derek Gee          | Nickolas Zukowsky  |
| 2020 | No disputat        | No disputat        | No disputat        |
| 2021 | Tristan Jussaume   | Ethan Sittlington  | Carson Miles       |
| 2022 | Tristan Jussaume   | Francis Juneau     | Thomas Nadeau      |
| 2023 | Michael Leonard    | Tristan Jussaume   | Jonas Walton       |
| 2024 | Jonas Walton       | Michael Leonard    | Campbell Parrish   |
| 2025 | Carson Mattern     | Jonas Walton       | Campbell Parrish   |

## Palmarès femení
| Any       | Primer              | Segon              | Tercer                |
| 1974      | Judy Dietiker       |                    |                       |
| 1975      | Karen Strong        |                    |                       |
| 1976      | Sylvia Burka        |                    |                       |
| 1977      | Karen Strong        |                    |                       |
| 1978      | No organitzat       | No organitzat      | No organitzat         |
| 1979      | Sylvia Burka        |                    |                       |
| 1980      | Carole Vanier       |                    |                       |
| 1981      | Karen Strong        |                    |                       |
| 1982      | Claudia Tohermes    |                    |                       |
| 1983–1985 | No organitzat       | No organitzat      | No organitzat         |
| 1986      | Sara Neil           |                    |                       |
| 1987–1991 | No organitzat       | No organitzat      | No organitzat         |
| 1992      | Tanya Dubnicoff     |                    |                       |
| 1993      | Clara Hughes        |                    |                       |
| 1994      | Clara Hughes        |                    |                       |
| 1995      | Clara Hughes        | Susan Palmer-Komar | Jennifer Morwen-Smith |
| 1996      | Linda Jackson       | Anne Samplonius    | Jennifer Morwen-Smith |
| 1997      | Linda Jackson       | Annie Gariepy      | Lyne Bessette         |
| 1998      | Linda Jackson       | Anne Samplonius    | Andrea Hannos         |
| 1999      | Clara Hughes        | Anne Samplonius    | Lyne Bessette         |
| 2000      | Clara Hughes        | Geneviève Jeanson  | Leah Goldstein        |
| 2001      | Lyne Bessette       | Geneviève Jeanson  | Leah Goldstein        |
| 2002      | Geneviève Jeanson   | Leah Goldstein     | Lyne Bessette         |
| 2003      | Lyne Bessette       | Geneviève Jeanson  | Manon Jutras          |
| 2004      | Susan Palmer-Komar  | Lyne Bessette      | Merrill Collins       |
| 2005      | Susan Palmer-Komar  | Geneviève Jeanson  | Felicia Gomez Greer   |
| 2006      | Alexandra Wrubleski | Anne Samplonius    | Jessica Spence        |
| 2007      | Anne Samplonius     | Lyne Bessette      | Leigh Hobson          |
| 2008      | Anne Samplonius     | Julie Beveridge    | Alexandra Wrubleski   |
| 2009      | Tara Whitten        | Anne Samplonius    | Laura Brown           |
| 2010      | Julie Beveridge     | Anne Samplonius    | Tara Whitten          |
| 2011      | Clara Hughes        | Tara Whitten       | Rhae-Christie Shaw    |
| 2012      | Clara Hughes        | Rhae-Christie Shaw | Julie Beveridge       |
| 2013      | Joëlle Numainville  | Anika Todd         | Jasmin Glaesser       |
| 2014      | Leah Kirchmann      | Jasmin Glaesser    | Anika Todd            |
| 2015      | Karol-Ann Canuel    | Jasmin Glaesser    | Leah Kirchmann        |
| 2016      | Tara Whitten        | Karol-Ann Canuel   | Joelle Numainville    |
| 2017      | Karol-Ann Canuel    | Leah Kirchmann     | Sara Poidevin         |
| 2018      | Leah Kirchmann      | Karol-Ann Canuel   | Kirsti Lay            |
| 2019      | Leah Kirchmann      | Karol-Ann Canuel   | Marie-Soleil Blais    |
| 2020      | No disputat         | No disputat        | No disputat           |
| 2021      | Alison Jackson      | Marie-Soleil Blais | Gillian Ellsay        |
| 2022      | Paula Findlay       | Marie-Soleil Blais | Leah Kirchmann        |
| 2023      | Paula Findlay       | Olivia Baril       | Jenna Nestman         |
| 2024      | Paula Findlay       | Olivia Baril       | Sarah van Dam         |
| 2025      | Olivia Baril        | Julie Lacourciere  | Nadia Gontova         |